# Losdolobus
Losdolobus là một chi nhện trong họ Orsolobidae.